# ألفرد تشيستر
ألفرد تشيستر (بالإنجليزية: Alfred Chester)‏ هو كاتب أمريكي، ولد في 7 سبتمبر 1928 في Flatbush ‏ في الولايات المتحدة، وتوفي في 1 أغسطس 1971 في القدس في إسرائيل.

## وصلات خارجية
- ألفرد تشيستر على موقع إن إن دي بي (الإنجليزية)